# Schwestern, Brüder
Schwestern, Brüder ist die vom Liedermacher Hannes Wader getextete und gesungene Version des englischen Volksliedes What’s the Life of a Man.

## Inhalt
Das englische Volkslied vergleicht das Sterben mit einem welken, vom Baum fallenden Blatt. Das Lied wird auch häufig auf Pilgerfahrten gesungen.
Wader greift diese Metapher auf und führt sie in fünf eigenen Strophen aus. Zunächst widmet er sich denjenigen, die „zu früh“ gestorben sind. Seine zweite Strophe behandelt, wie schwer der Abschied für die Verstorbenen ist und wie es ihm selbst wohl ergehen werde. Die dritte Strophe thematisiert den Glauben und die Möglichkeit, dass er das Sterben erleichtern könnte. Strophe vier zeigt den Tod als Erlöser – für möglicherweise unverschuldete Taten. Die letzte Strophe wirft die Frage auf, ob man den Tod annimmt oder dagegen ankämpft.
Umrahmt wird Waders Version von der englischen Strophe:

„What’s the life of a man any more than a leaf?

A man has his season so why should he grieve?

Though all through this life we appear fine and gay,

like a leaf we must wither and soon fade away.“

## Aufbau
Das Lied besteht aus fünf deutschen Strophen mit je vier Versen, umrahmt von der englischen titelgebenden Strophe. Das Reimschema ist aabb.

## Musik
Das Lied steht im 4/4-Takt und hat den Tonumfang einer Dezime. Nach dem Quartsprung zu Beginn geht es bis zur Quinte, hinzu kommt die Quint vom Grundton aus nach unten.
Wader singt das Lied in Fis-Dur, wobei er mit Kapodaster im 1. oder 4. Bund die Akkorde von F- beziehungsweise D-Dur verwendet. Es enthält die Harmonien der drei Durakkorde sowie zweier Mollparallelen.

## Veröffentlichungen

### Hannes Wader (englisch/deutsch)
- 2006: Album Mal angenommen[2]
- 2009: live[3]
- 2017: Abschiedstournee (veröffentlicht 2018 auf Macht’s gut!)
- 2018: Old Friends in Concert (live mit Allan Taylor)[4]

### Englisch
- Aufnahme von 1950 (ohne Begleitung)[5]
- Bellowhead (Abschiedstour 2016)[6]
- Alex Campbell[7]
- Edgelarks (Phillip Henry und Hannah Martin)[8]
- John Kirkpatrick[9]
- The McCalmans (live, 1969)[10]
- Steeley Span[11]
- Will Parsons und  G Hayward (A cappella)[12]
- Will Walking (als Totengedenken mit einer Shrutibox)[13]